# العقب الحديدية
العقب الحديدية (بالإنجليزية: The Iron Heel)‏ هي رواية ديستوبية للكاتب الأمريكي جاك لندن، نشرت لأول مرة في عام 1908.
تعتبر الرواية من أولى روايات الديستوبيا الحديثة،  وتروي قصة صعود طبقة طاغية في الولايات المتحدة. ويمكن القول بإن الرواية تعتبر أكثر الروايات صراحة فيما يتعلق بأفكار جاك لندن الاشتراكية. وهي من الأعمال السباقة في مجال أدب الخيال العلمي السهل، حيث يركز الكتاب على التغيرات المستقبلية في المجتمع والسياسة مع إعطاء اهتمام أقل للتغيرات التكنولوجية.
لا يعتبر الكتاب عاديا بين كتابات لندن (وأدب ذاك الزمن بشكل عام) في كونه يروى من منظور الشخص الأول من امرأة في قصة كتبها رجل. تقع الكثير من الأحداث في منطقة خليج سان فرانسيسكو، بما في ذلك الأحداث في سان فرانسيسكو ومقاطعة سونوما.

## ملخص الحبكة
تستند الرواية إلى «مخطوطة إيفرارد» الخيالية التي كتبتها أفيس إيفرهارد، التي أخفتها والتي عُثِر عليها لاحقًا بعد قرون. بالإضافة إلى ذلك، تحتوي هذه الرواية على مقدمة وسلسلة من الحواشي (الطويلة في كثير من الأحيان) مكتوبة من وجهة نظر الباحث أنتوني ميريديث. ميريديث يكتب من نحو 2600 ميلادي أو 419 بعد جماعة أخوية الإنسان. يكتب جاك لندن على مستويين، وغالبًا ما قام ميريديث بتصحيح أخطاء إيفرارد بشكل متعمد، وفي الوقت نفسه، كشف الفهم الناقص غالبًا لهذا المنظور المستقبلي البعيد.
«تحرق» مقدمة ميريديث بعض أحداث القصة عمدًا (لم يكن المصطلح موجودًا حتى وقت كتابتها). قبل أن يحصل على فرصة للتعرف على أفيس وإرنست، وكيف وقعا في الحب أو كيف تورطت أفيس سياسيًا، يُخبَر القارئ بالفعل أن جميع نضالاتهم وآمالهم ستنتهي بالفشل والقمع التام، وأن كلاهما سوف يُعدَمان في النهاية. ما يمهّد جوًّا مأساويًا لكل ما يتبع. لكن ما يزال هناك عزاء في أن النهاية السعيدة ستأتي للبشرية بأكملهم بالرغم من أن مئات السنين تُعتبر وقتًا متأخرًا بالنسبة لأفيس وإرنست على الصعيد الفردي؛ سوف تسقط الأوليغارشية القاسية، وسيُبَرّأ الاثنان ويُحترمان من قبل الأجيال القادمة فيُنظر إليهما على أنهما رائدان وشهيدان. يبدأ الكتاب بتعرف أفيس كننغهام -ابنة عالم فيزياء شهير- على الاشتراكي إرنست إيفرهارد. في البداية، لا تتفق أفيس مع إرنست في أن النظام الاجتماعي المعاصر بأكمله يعتمد على استغلال العمل. ومع ذلك، تشرع في التحقيق في الظروف التي يعيشها العمال وتلك الظروف الرهيبة تجعلها تغير رأيها وتقبل نظرة إرنست العالمية. وبالمثل، لا يؤمن الأسقف مورهاوس في البداية بالفظائع التي وصفها إرنست، ولكنه يصبح مقتنعًا بصدقها، ويُحالُ إلى مستشفى الأمراض العقلية بسبب آرائه الجديدة.
تغطي المخطوطة نفسها السنوات 1912 إلى 1932 التي نشأت فيها الأوليغارشية (أو «الحديدي») في الولايات المتحدة. في آسيا، غزت اليابان شرق آسيا وأنشأت إمبراطوريتها الخاصة، وحصلت الهند على الاستقلال، وأصبحت أوروبا اشتراكية. شكلت دول كندا والمكسيك وكوبا الأوليغارشيات الخاصة بهم وكانت متحالفةً مع الولايات المتحدة (لا يذكر لندن شيئًا بشأن مصير أمريكا الجنوبية وأفريقيا والشرق الأوسط).
في أمريكا الشمالية، يحافظ الأوليغارشية على السلطة لثلاثة قرون حتى تنجح الثورة وتدخل جماعة أخوية الإنسان. خلال سنوات الرواية، وُصفت الثورة الأولى ونوقشت الاستعدادات للثورة الثانية.

## روابط خارجية
- العقب الحديدية على موقع الموسوعة البريطانية (الإنجليزية)